# (582) Olímpia
(582) Olímpia és el nom que rep l'asteroide número 582, situat al cinturó d'asteroides.
Fou descobert per l'astrònom August Kopff des de l'observatori de Heidelberg (Alemanya), el 23 de gener del 1906.